# Yaqubabad
Yaqubabad (em persa: يعقوب اباد, também romanizada como Ya‘qūbābād; também conhecida como Ya‘ghoob Abad) é uma aldeia do distrito rural de Bidak, no condado de Abadeh, na província de Fars, Irã.
Segundo o censo de 2006, sua população era de 443, em 121 famílias.